# 바르부르크 효과 (식물생리학)
바르부르크 효과(영어: Warburg effect)는 식물생리학에서 높은 산소 농도로 인해 광합성 속도가 감소하는 것이다. 산소는 광합성을 개시하는 루비스코(리불로스 1,5-이중인산 카복실화효소/산소화효소)에 의한 이산화 탄소 고정의 경쟁적 저해제이다. 또한 산소는 광호흡을 자극하여 광합성 생산량을 감소시킨다. 함께 작용하는 이들 두 가지 메커니즘은 바르부르크 효과를 일으킨다.

## 같이 보기
- 바르부르크 효과
- 바르부르크 효과 (종양학)
- 광합성
- 광호흡
- 루비스코 (리불로스 1,5-이중인산 카복실화효소/산소화효소)